# Tuesday Weld
Tuesday Weld (født Susan Ker Weld; 27. august 1943) er en amerikansk teater-, tv- og filmskuespiller.

## Opvækst
Som treårig var Weld den som tog sig af sin mor og to søskende, efter at faderen forlod familien, ved at arbejde som barnemodel for postordrekataloger. Som en ni-årig fik hun et nervøst sammenbrud og begyndte at drikke store mængder alkohol i en alder af ti og forsøgte at begå selvmord, da hun var tolv.

## Karriere
Weld filmdebuterede, da hun var tretten år gammel, og specialiserede sig i engelske men stadig bølle seksuelt gravid piger. Hun medvirkede ofte i B-film, og filmkritikerne ignorerede hende. På den anden side blev hun mere omtalt i sladderpressen, der så hendes livsstil som en "trussel" for filmindustriens omdømme. Hun led af en depression, men blev gift, fik et barn, blev skilt, og samtidig nedbrændte hendes hus. Så pludselig modtog hun stor opmærksomhed og blev betragtet som en "stor" skuespiller, der havde et uflaks i livet og kun havde dårlige filmroller. Der voksede derefter op en slags kult rundt om hende, og der er blevet afholdt "Tuesday Weld Film Festivals" i New York og andre steder.
Tuesday Weld spillede rollen som Carol i Sergio Leones Der var engang i Amerika 1984, og blev nomineret til en BAFTA for bedste kvindelige birolle.

## Privatliv
Hun har været gift tre gange, herunder årene 1975-1980 med skuespiller Dudley Moore.